# Sesung, Southern
Sesung är en ort (village) i distriktet Southern i södra Botswana. 